# پسر اینترنت
پسر اینترنت با نام کامل پسر خود اینترنت: روایت آرون سواتز (به انگلیسی: The Internet's Own Boy: The Story of Aaron Swartz) یک مستند آمریکایی ساخته‌شده در سال ۲۰۱۴ میلادی به کارگردانی برایان نپنبرگر است. این مستند به ماجرای زندگی آرون سوارتز، خدمات او به دنیای اینترنت و مشکلات قانونی‌ای که او با آن‌ها روبه‌رو شد و نهایتاً به خودکشی او انجامید می‌پردازد.
پسر اینترنت یک تاریخ شفاهی از زندگی سوارتز است که در آن برخی از افرادی که از نزدیک با او آشنایی داشته‌اند نظرشان را در مورد او و شرایطی که در آن قرار داشت بیان می‌کنند. با این حال به گفتهٔ کارگردان فیلم، برایان نپنبرگر، هیچ‌یک از افراد طرف دولت آمریکا یا مؤسسهٔ ام‌آی‌تی حاضر نشدند در این فیلم حضور پیدا کنند و به همین خاطر فیلم بیشتر در زمینهٔ اهداف دولت و واکنش‌های آن مؤسسه به بیان فرضیاتی که از طرف وکیل‌ها و اطلاعات دیگر شکل گرفته‌اند اکتفا می‌کند. این فیلم اولین بار در فستیوال فیلم ساندنس ۲۰۱۴ اکران شد.
نپنبرگر این فیلم را ادامهٔ کار خود پس از ساخت مستند ما لژیون هستیم: روایت هک‌تویست‌ها معرفی کرده است.
علاوه بر مصاحبه‌ها با اشخاص مختلف، در فیلم از بخش‌هایی از فیلم‌های خانوادگی سوارتز و دوران کودکی او استفاده شده است. در بخش‌هایی دیگری از فیلم شاهد مصاحبه‌ها و فیلم‌هایی از خود سوارتز هستیم. همچنین در بخشی از فیلم صحنهٔ ورود مخفیانهٔ سوارتز به زیرزمین ساختمان ام‌آی‌تی به تصویر کشیده شده است. با کنار هم گذاشتن این موارد، این مستند تلاش‌های سوارتز را به عنوان یک کنشگر و متفکر برای بهبود و دفاع از پتانسیل وب و مقابله با تبعیض در دسترسی به اطلاعات به نمایش می‌گذارد و او را به عنوان اعجوبهٔ رایانش و فردی باهوش و فراتر از سن خودش معرفی می‌کند.

## واژه‌نامه
1. ↑  FilmBuff
2. ↑  We Are Legion: The Story of the Hacktivists